# Zapasy na Igrzyskach Ameryki Środkowej i Karaibów 1935
Turniej w ramach Igrzysk w San Salvador w 1935 

## Tabela medalowa
|   | Państwo   |   |   |   | Razem: |
| - | --------- | - | - | - | ------ |
| 1 | Kuba      | 4 | 2 | 1 | 7      |
| 2 | Meksyk    | 3 | 1 | 1 | 5      |
| 3 | Gwatemala | 0 | 1 | 1 | 2      |
| 4 | Salwador  | 0 | 1 | 0 | 1      |
|   | razem:    | 7 | 5 | 3 | 15     |

## Wyniki

### W stylu wolnym
| Waga   | złoty              | srebrny              | brązowy         |
| ------ | ------------------ | -------------------- | --------------- |
| 58 kg  | Antonio Rubio      | Fernando Castellanos | Evelio Comas    |
| 63 kg  | Guadalupe Leal     | Mario Ruiz           | Walter Widmann  |
| 69 kg  | Manuel Pardo       | Rafael Ayau          | Rafael Brizuela |
| 76 kg  | Alfredo Baeza      | Manuel Pardo         | ---             |
| 85 kg  | Federico Uribe     | Alfredo Baeza        | ----            |
| 90 kg  | Rafael Barcenas    | ----                 | ----            |
| 130 kg | Wilfredo Rodríguez | ----                 | ----            |